# Ademir Marques de Menezes
Ademir Marques de Menezes (8 de novembre, 1922 - 11 de maig, 1996), normalment conegut només pel seu nom Ademir, fou un futbolista brasiler dels anys 50.
És considerat com un dels millors davanters centre de la història de la selecció brasilera.
Ademir explotà al Mundial del Brasil 1950 on fou el màxim golejador. També fou l'autor del primer gol en competició oficial de l'estadi de Maracanã. Malgrat la seva bona actuació, la seva selecció no va poder guanyar la competició en perdre la final davant Uruguai, en l'anomenat Maracanaço.
En total, Ademir jugà 39 cops amb el Brasil, marcant 32 gols, entre 1945 i 1953. A més del Mundial, jugà 4 Copes Amèrica 1945, 1946, 1949 i 1953, en les quals marcà 12 gols en 18 partits, guanyant l'edició de 1949. També guanyà el Torneig Pan-americà de 1952.
Pel que fa a clubs, començà la seva carrera al club de la seva ciutat natal, Sport Recife, fitxant més tard pel Vasco da Gama (1942-1945). Després d'un breu parèntesi al Fluminense, retornà al Vasco on acabà la seva carrera entre 1948 i 1956. A Vasco jugà 429 partits i marcà 301 gols. Guanyà cinc campionats estatals (1945, 1949, 1950, 1952, 1956), a més d'un sisè amb Fluminense (1946). Fou màxim golejador del campionat cariòca els anys 1949 amb 30 gols i 1950 amb 25.
Un cop retirat de la pràctica del futbol l'any 1956, esdevingué comentarista, entrenador (entrenà a Vasco da Gama) i home de negocis.